# كفر حصام
قرية كفر حصام هي إحدى القرى التابعة لمركز أبو حمص في محافظة البحيرة في جمهورية مصر العربية. حسب إحصاءات سنة 2006، بلغ إجمالي السكان في كفر حصام 3133 نسمة، منهم 1564 رجل و1569 امرأة.

## التاريخ
قرية كفر حصام من القرى القديمة، حيث وردت باسم «قبر عصام» في أعمال حوف رمسيس ضمن قرى الروك الصلاحي التي أحصاها ابن مماتي في كتاب قوانين الدواوين، كما وردت باسم «قبر عصام» في أعمال البحيرة ضمن قرى الروك الناصري التي أحصاها ابن الجيعان في كتاب «التحفة السنية بأسماء البلاد المصرية». وفي العصر العثماني وردت باسم «قبر عصام» في التربيع العثماني الذي أجراه الوالي العثماني سليمان باشا الخادم في عصر السلطان العثماني سليمان القانوني ضمن قرى ولاية البحيرة، وفي تاريخ 1228هـ/1813م الذي عدّ قرى مصر بعد المسح الذي قام به محمد علي باشا باسم «كفر عصام» ضمن قرى مديرية البحيرة. وفي سنة 1245هـ/1830م، تغير الاسم إلى «كفر حصام».